# Tombeau de Hutten
Pour les articles homonymes, voir Von Hutten.
Le Tombeau de Hutten (Huttens Grab) est une peinture de Caspar David Friedrich réalisée en 1823. Elle est exposée au château de la ville de Weimar.

## Description
Dans les tons bruns, le tableau montre un sarcophage de pierre dans la ruine d'un chœur gothique. À côté du sarcophage, un homme en uniforme avec un béret typique de la Renaissance allemande s'appuie sur son épée. Les murs de la ruine sont recouverts de végétation. À l'intérieur du chœur poussent des fleurs blanches, des buissons, un chardon et à droite au premier plan se dresse un arbre desséché.
Le couvercle du sarcophage est brisé. Sur l'ouverture, volète un papillon. En face de l'homme, sur une console, on distingue une sculpture de Foy d'Agen sans tête. Le piédestal du harnois sur le sarcophage porte l'inscription "Hutten“. Sur le devant du sarcophage, dans une petite écriture, on lit : "Jahn 1813“, "Arndt 1813“, "Stein 1813“, "Görres 1821“, "D… 1821“ et "F. (sic) Scharnhorst“.
Les hautes ouvertures vides du chevet voient s'afficher du bleu clair au jaune doré les couleurs du lever du soleil (orientation architecturale symbolique à l'Est du chœur des édifices chrétiens)

## Interprétation
Il n'y a jamais eu de doute sur le fait que ce tableau corresponde à un engagement politique du peintre. L'homme en uniforme du Lützowsches Freikorps , le sarcophage de l'humaniste Ulrich von Hutten, premier chevalier d'Empire, les noms de Jahn, Stein, Arndt, Scharnhorst et Görres sont un message très clair dans le contexte de la Restauration après le Congrès de Vienne de 1815.

### La sculpture de Foy d'Agen
La sculpture de Foy d'Agen sans tête est un symbole fort. La martyre, âgée de 13 ans, qui,  à l'époque de la persécutions des chrétiens sous le règne de l'empereur romain Maximin II Daïa refusait de prier les divinités païennes, a été décapitée en 303. Les noms de Milarch, Jahn, Arndt, Stein, Görres et Scharnhorst ont été rassemblés sous la sculpture  pour déplorer la trahison de leurs idéaux dans la Restauration.

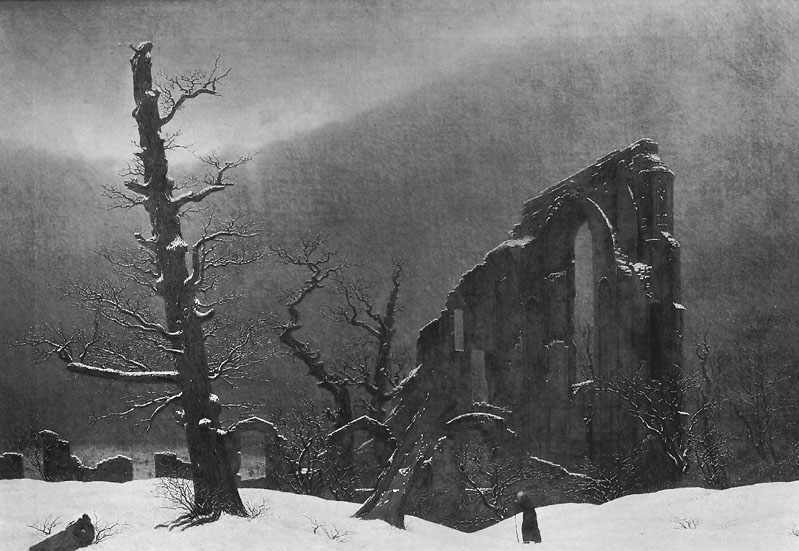
Caspar David Friedrich: L'hiver (1808)
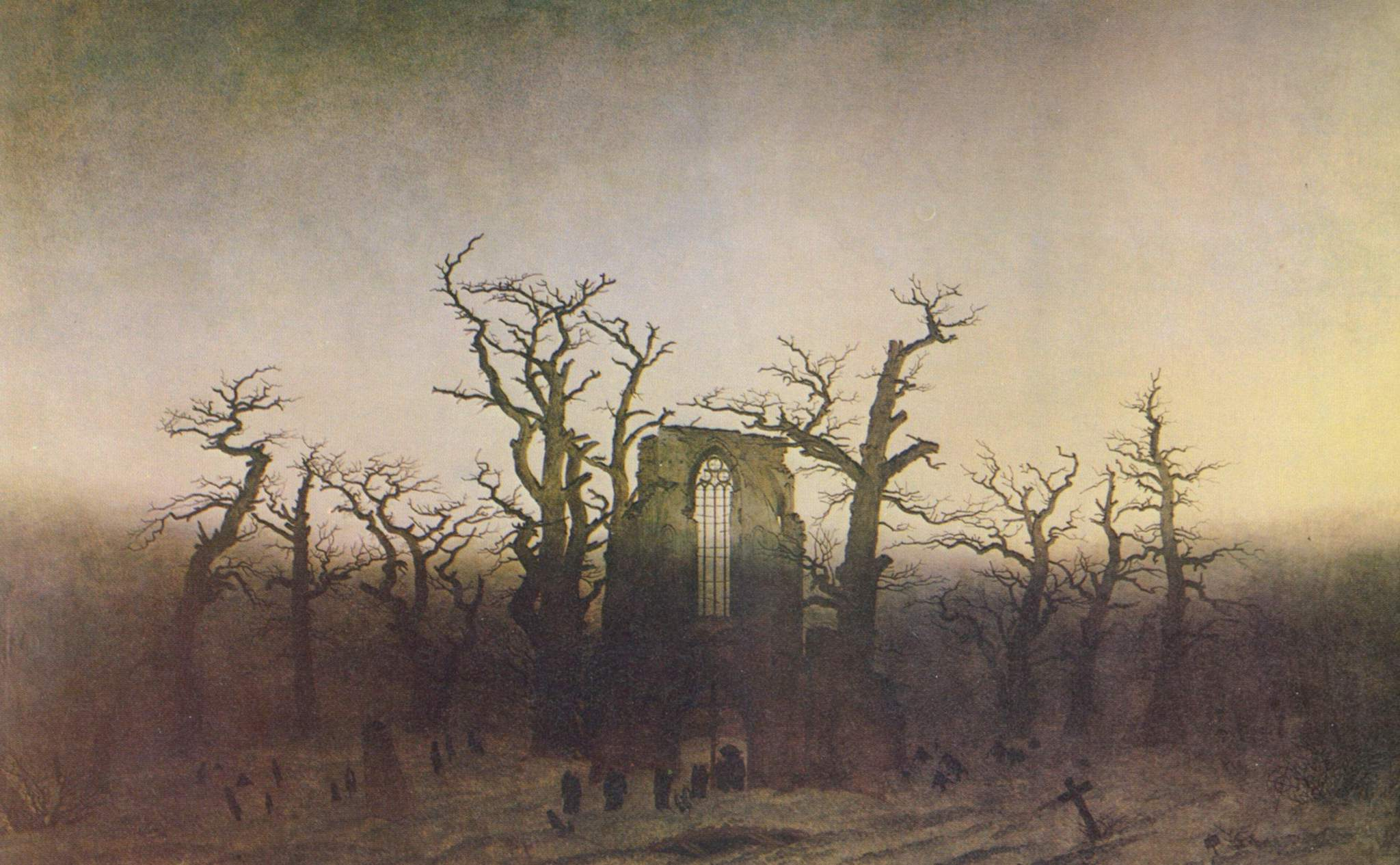
Caspar David Friedrich: L'Abbaye dans une forêt de chênes (1810)
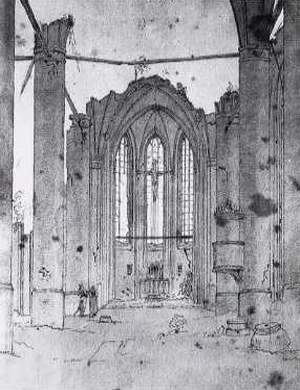
Caspar David Friedrich: L'église Saint Jacobi à Greifswald en ruine (1817)
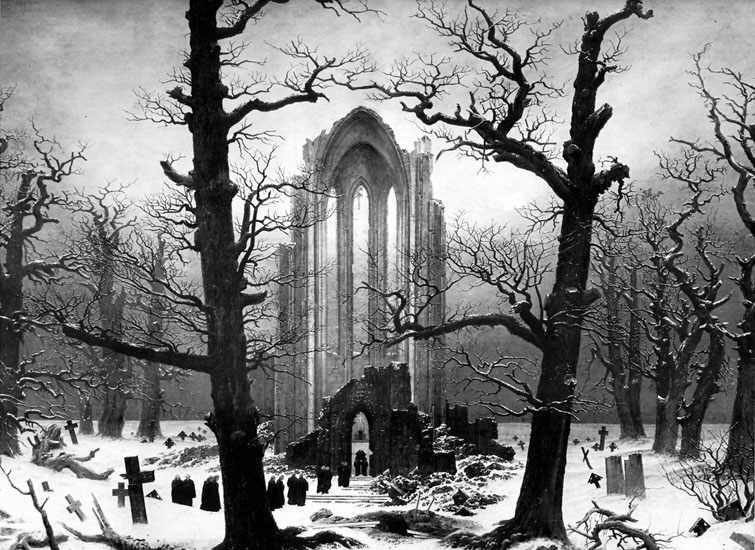
Caspar David Friedrich: Cimetière du cloître dans la neige (1819)
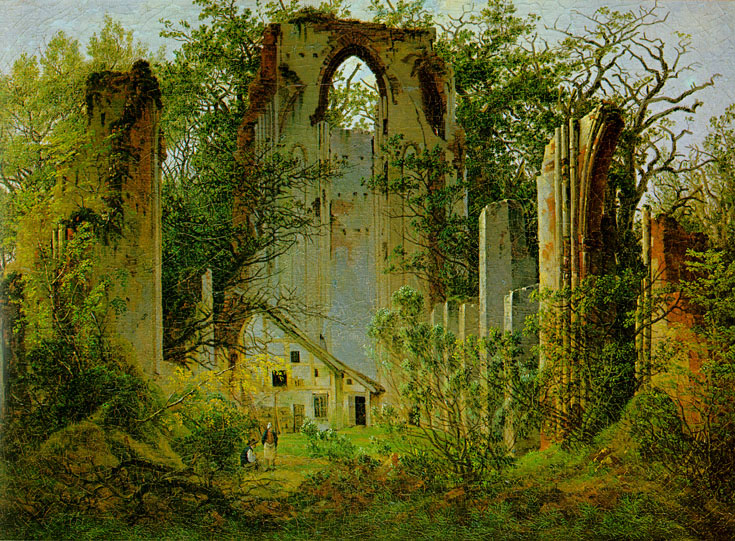
Caspar David Friedrich: Ruine Eldena (1825)
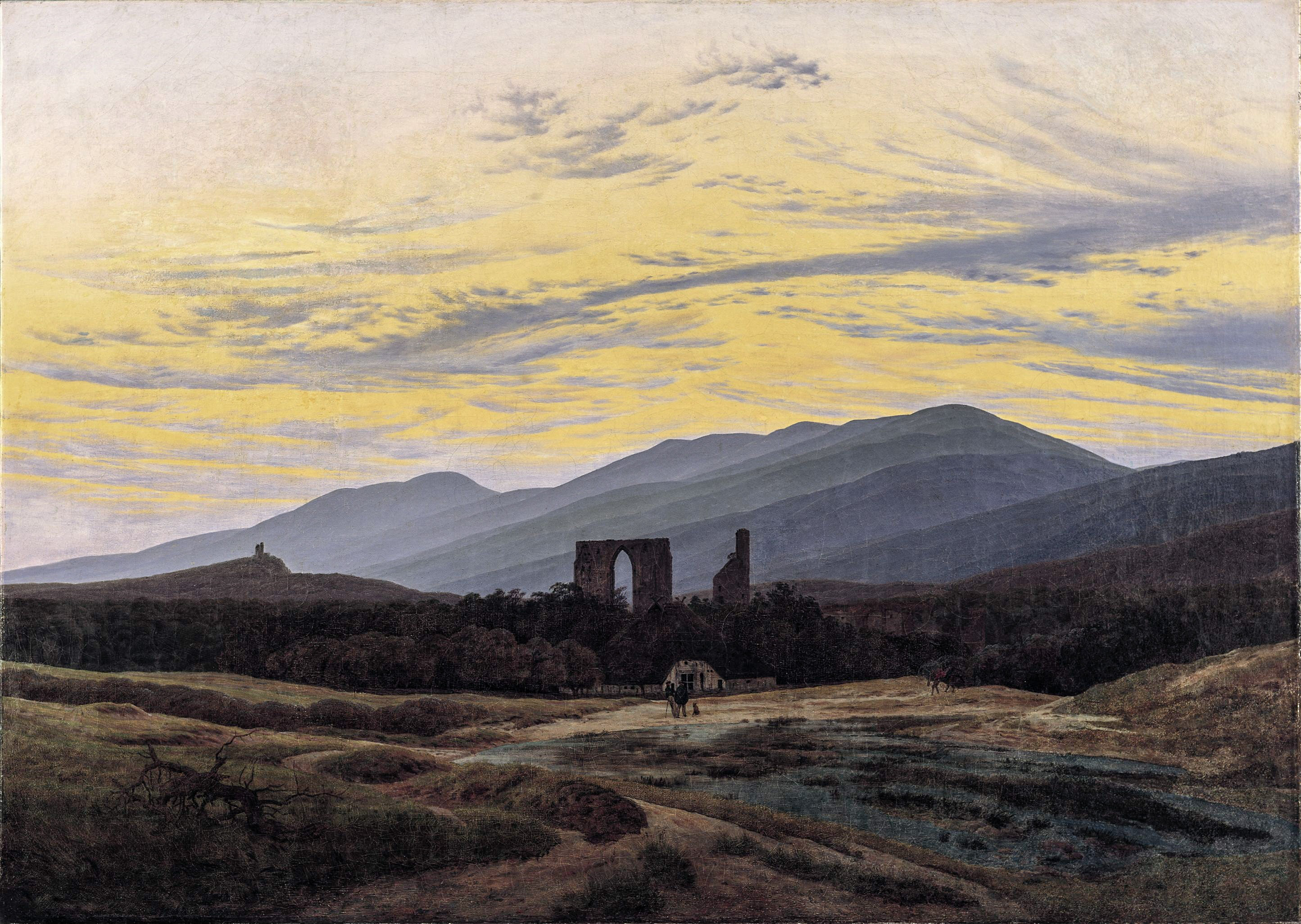
Caspar David Friedrich: Ruine Eldena dans le massif des Géants (1834)

## Source de la traduction
- (de) Cet article est partiellement ou en totalité issu de l’article de Wikipédia en allemand intitulé « Huttens Grab » (voir la liste des auteurs).